# Думитрешти-Фаца (Вранча)
Думитрешти-Фаца (рум. Dumitreşti-Faţă) насеље је у Румунији у округу Вранча. Oпштина се налази на надморској висини од 375 m.

## Становништво
Према подацима из 2011. године у насељу је живело 5292 становника.